# Jacob Züblin
Jacob Züblin (* 28. März 1653 in St. Gallen; † 19. Januar 1729 ebenda) war ein Bürgermeister von St. Gallen (Schweiz). 

## Leben
Jacob Züblin war der Sohn des Ambrosius Züblin, Leinwandschauer und Ratsherr und dessen Ehefrau Judith, geb. Eggmann.
Er war Wollweber und wurde 1713 sowohl Zunftmeister der Weberzunft als auch Unterbürgermeister in St. Gallen.
1720 gelangte er in Direktwahl in das aus Reichsvogt, Amts- und Altbürgermeister bestehende Spitzengremium, das bis 1729 mit Georg Wartmann, Christoph Hochreutiner und David Stähelin besetzt war, und führte 1725 und 1728 die Stadtrepublik St. Gallen.
Jacob Züblin war seit 1679 mit Barbara, Tochter des Georg Meyer, Stubendiener der Weberzunft verheiratet.
Sein Enkel war der Plantagenbesitzer und Sklavenhalter Paulus Züblin.